# 津駅

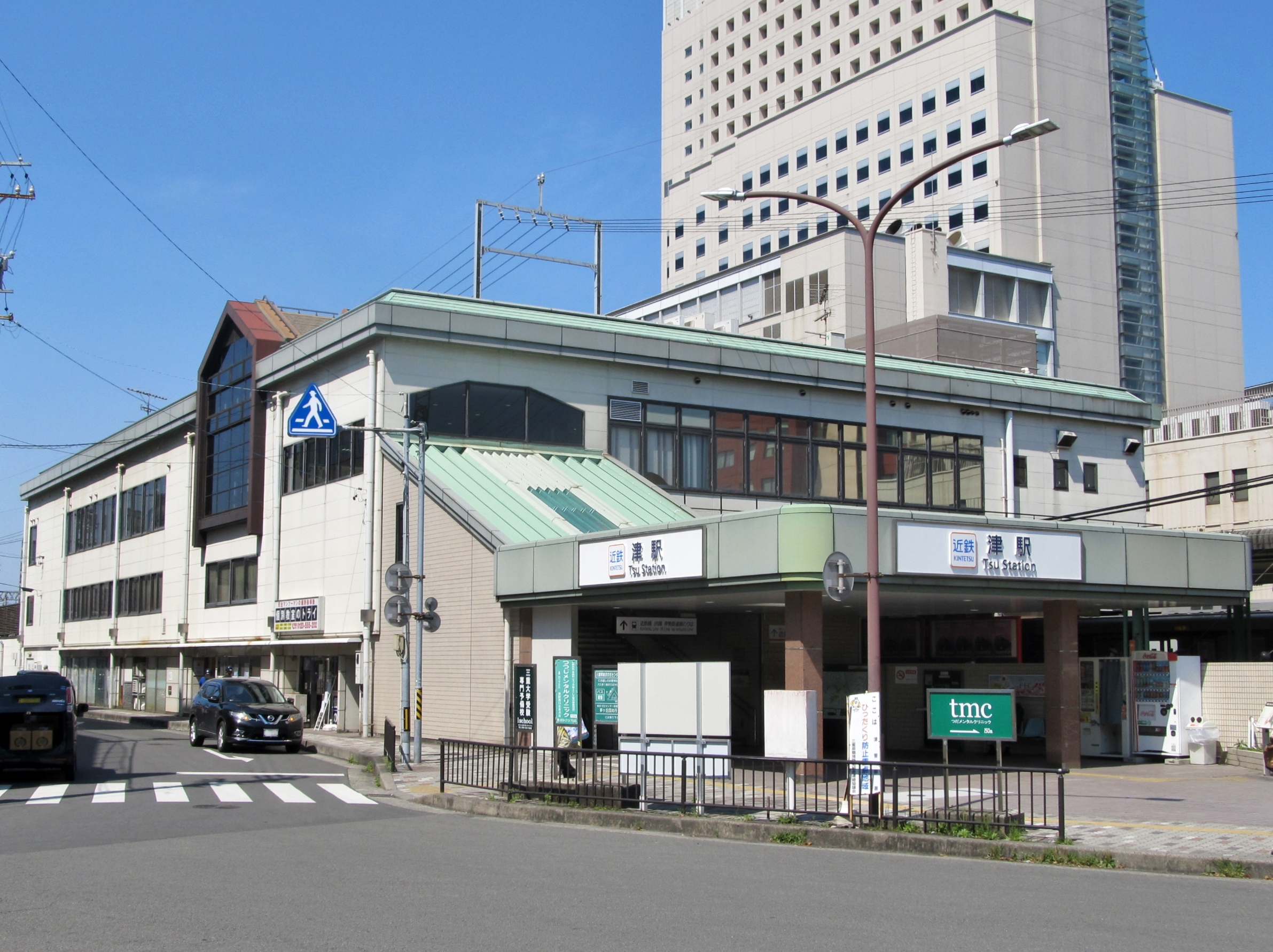
西口（2022年5月）

津駅（つえき）は、三重県津市羽所町にある、東海旅客鉄道（JR東海）・近畿日本鉄道（近鉄）・伊勢鉄道の駅である。

## 概要
三重県の県庁所在地・津市の中心駅である。第1回「中部の駅百選」に選定されている。
JR東海の駅は駅長・駅員配置駅（直営駅）であり、管理駅として津市内に位置する3駅（一身田駅・阿漕駅・高茶屋駅）を管理している。近鉄の駅にも駅長が置かれ、高田本山駅 - 桃園駅間を管理している。ICカードは近鉄のみ使用可能である。

### 駅名
仮名・漢字表記では日本一短い駅名である。
ギネス・ワールド・レコーズには「z（つ）」として、世界一短い駅名として登録する動きが1994年から1995年にかけてあったが、1文字では「z」は「ツ」とは発音しないと指摘があったため見送られた。しかし、2014年以降「プロジェクトZ」として再燃し、2016年登録申請に向けて準備を行った。
平仮名表記の場合は一画で書くことができる日本一短い駅名である。

### 乗り入れ路線
JR東海の紀勢本線、近鉄の名古屋線、伊勢鉄道の伊勢線の3路線が乗り入れ、接続駅となっている。伊勢線は当駅が終点であり、当駅の駅番号として「12」が付与されている。名古屋線の駅番号は「E39」が付与されている。

### 列車・ダイヤ
JR東海・伊勢鉄道
- 全ての列車が停車する。
- 特急「南紀」と快速「みえ」は全列車が、当駅を介して紀勢本線松阪方面と伊勢線の間で相互直通運転を行っている。
- 当駅発着列車は伊勢鉄道列車のみ設定されている。

近鉄
- 観光特急「しまかぜ」を除く全定期旅客列車が停車する[9]。
- 名阪特急と松阪方面発着列車との接続駅とされている[9]。
  - 日中時間帯は名阪甲特急「ひのとり」と名伊乙特急の接続と[9]、下り列車のみ名阪甲特急「ひのとり」と五十鈴川行き急行の接続が考慮されている[9]。
  - 5番のりばに名阪特急が到着する際、当駅を出ると中川短絡線を通り、大阪線の伊賀神戸・名張・大和八木・鶴橋のいずれかの駅まで停車しないため、停車駅案内に加えて中川短絡線（案内上は「大阪線直通線」）を経由する旨のアナウンスがある。このようなアナウンスがされるのは当駅のみである。
- 当駅を起終着とする列車には、夜間に近鉄名古屋駅から当駅終着の乙特急が1本設定されている[9]。2016年ダイヤ変更までは当駅始発の大阪上本町行き乙特急が設定されていたが、現在は松阪駅始発に振り替えられている[10][11]。2021年ダイヤ変更までは当駅発松阪行き急行が設定されていた[注 2]。
- 当駅はこの地区の最主要駅であるが、設備上は上下線共に1本ずつの線路しか持たないため、当駅では列車待避や緩急接続、列車の折り返しを行うことができない[注 3]。

## 歴史

### JR東海・伊勢鉄道
- 1891年（明治24年）11月4日：関西鉄道の駅として、津支線亀山 - 津間全通時に開業[12]。
- 1893年（明治26年）12月31日：参宮鉄道の津 - 相可（現・多気） - 宮川間開通により、当駅に乗り入れ[1]。
- 1907年（明治40年）10月1日：鉄道国有法により関西鉄道と参宮鉄道が国有化[1]。
- 1909年（明治42年）10月12日：線路名称制定。旧関西鉄道津支線及び旧参宮鉄道が参宮線となり、当駅もその所属となる[1]。
- 1937年（昭和12年）：駅舎改築[13]。
- 1951年（昭和26年）11月21日：昭和天皇が津市に行幸。翌日にかけてお召し列車が発着（昭和天皇の戦後巡幸）[14]。
- 1959年（昭和34年）7月15日：線路名称改定。当駅を含む参宮線亀山 - 多気間が紀勢本線に編入される[1]。
- 1970年（昭和45年）12月10日：みどりの窓口（現・JR全線きっぷうりば）営業開始[15]。
- 1973年（昭和48年）
  - 2月15日：民衆駅として駅ビルを建設し、改札階のみ供用開始[13]。
  - 3月21日：駅ビル全面開業[13][16]。国鉄と近鉄の連絡跨線橋も同時開通[16]。
  - 9月1日：国鉄伊勢線が開業し当駅に乗り入れ[1]。
- 1980年（昭和55年）8月1日：車扱貨物の取扱いを廃止[17]。
- 1986年（昭和61年）3月3日：荷物の取扱いを廃止[17]。
- 1987年（昭和62年）
  - 3月27日：国鉄伊勢線が第三セクター伊勢鉄道に転換[18]。
  - 4月1日：国鉄分割民営化により、紀勢本線は東海旅客鉄道が継承[1]。
- 2014年（平成26年）7月24日：駅ビルの「chum（チャム）」が新装開業[19]。

### 近鉄
- 1932年（昭和7年）4月3日：参宮急行電鉄津線（現在の近鉄名古屋線）津新町 - 津間が開業[2]。
- 1938年（昭和13年）6月20日：参宮急行電鉄津線の津 - 江戸橋間が開業[20]。
- 1941年（昭和16年）3月15日：大阪電気軌道が参宮急行電鉄を合併、関西急行鉄道に改称[2]。路線名が改定され、名古屋線の所属となる[21]。
- 1944年（昭和19年）6月1日：関西急行鉄道が南海鉄道と合併、近畿日本鉄道設立[2]。
- 1992年（平成4年）3月31日：改良工事竣工。4月1日より駅長所在駅を津新町駅から当駅に変更[22]。
- 2003年（平成15年）3月6日：名伊甲特急の停車駅に追加される[23]。
- 2007年（平成19年）4月1日：PiTaPa使用開始[24]。
- 2012年（平成24年）3月20日：名阪甲特急の全列車停車駅に追加される[25][26]。

## 駅構造
単式ホーム1面1線、島式ホーム2面4線、単式ホームの北東側を切り欠いた切欠きホーム1線、合計3面6線のホームを有する地上駅。
駅舎は東西両側にあり、跨線橋で結ばれている。東側はJR東海が管理し、1・2番線ホームに地上改札口が、駅ビル「chum（チャム）」の2階にビル改札口がある。西側の橋上部にある改札口は近鉄が管理している。改札口にはそれぞれの管理のもとで自動改札機が設置されており、両者で仕様が異なっている。JR全線きっぷうりばは東側のみ、近鉄特急券・定期券うりばは東側・西側双方に設置されている。西側は近鉄売場でJRと伊勢鉄道の一部乗車券の販売が委託されている。各会社間で乗り換える際は一旦改札を出て乗車券を買い直すなどの対応となる。伊勢鉄道の普通列車は当駅での降車時には車内精算を行い、精算証明として精算券を渡される。伊勢鉄道単独の自動券売機はなく、JRの自動券売機で伊勢線各駅および伊勢線経由で四日市・桑名・名古屋までの乗車券を購入できる。普通列車はすべて当駅始発のワンマン列車であるがホーム側のすべてのドアが開き、乗車整理券は発行されない。
国鉄時代、紀勢本線には貨物側線があったが、その廃止で余剰となった土地は近鉄に譲渡され、近鉄線のホーム拡張に充てられた。近鉄のホーム有効長は8両編成分である。

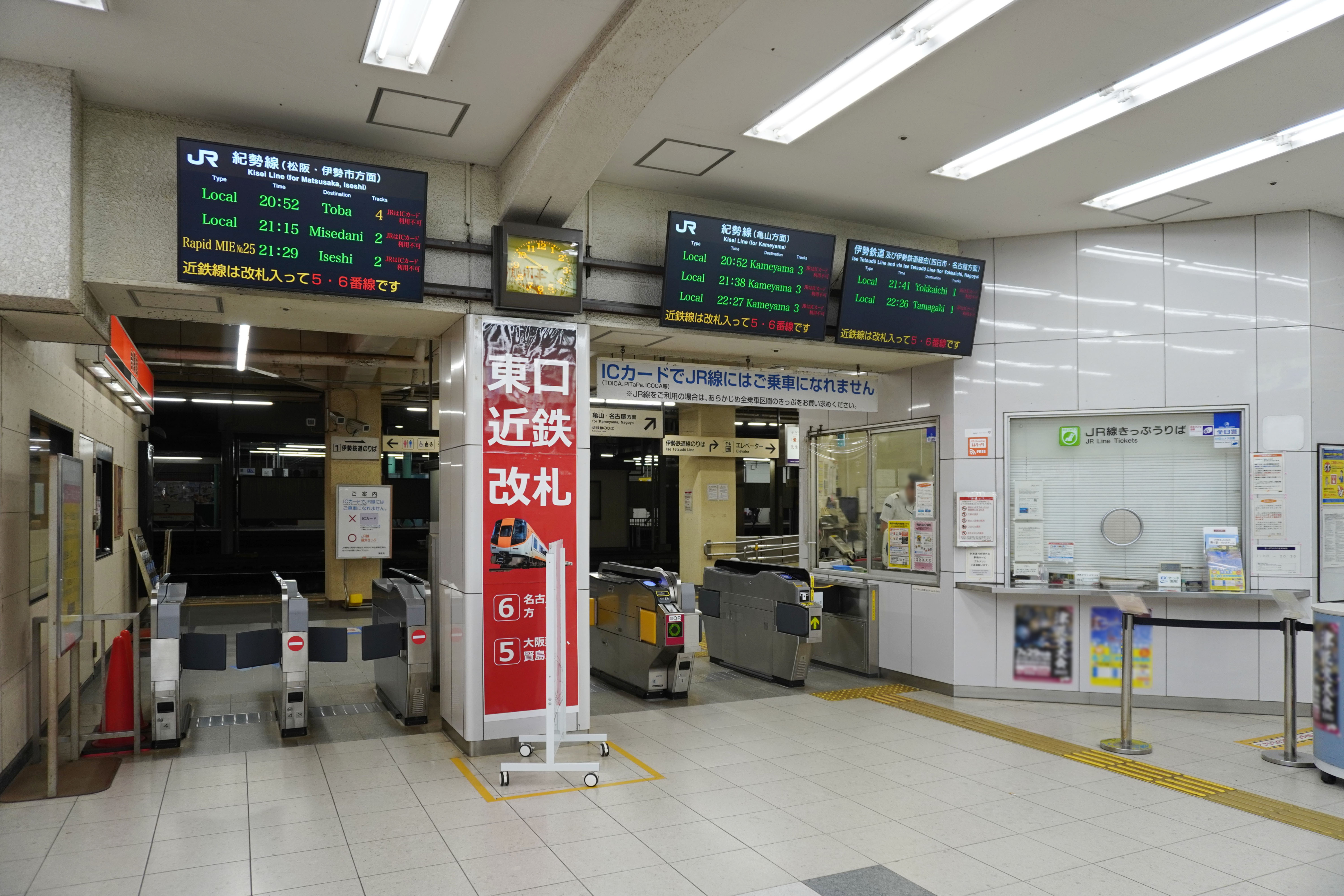
東改札（2023年7月）
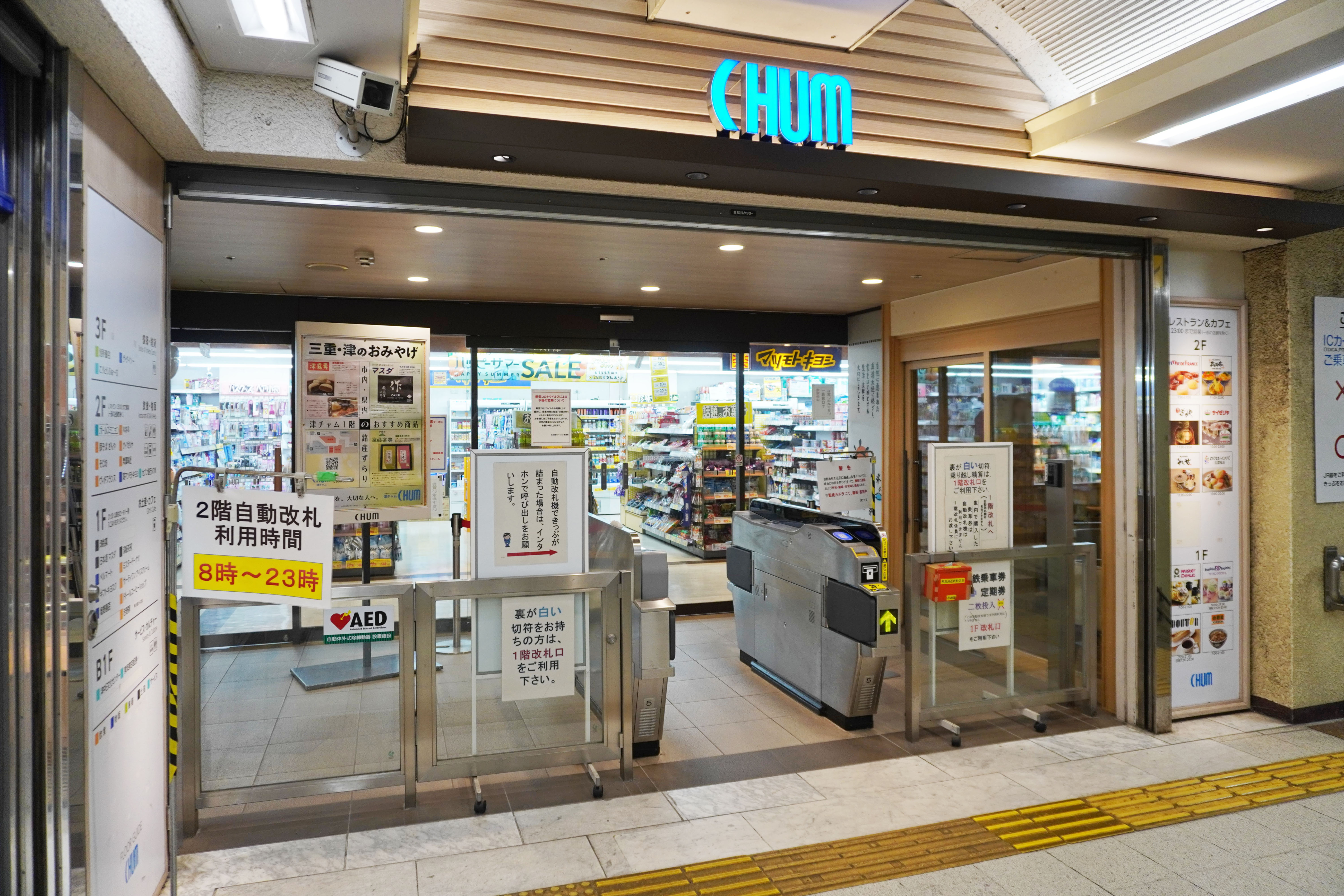
チャム改札（2023年7月）
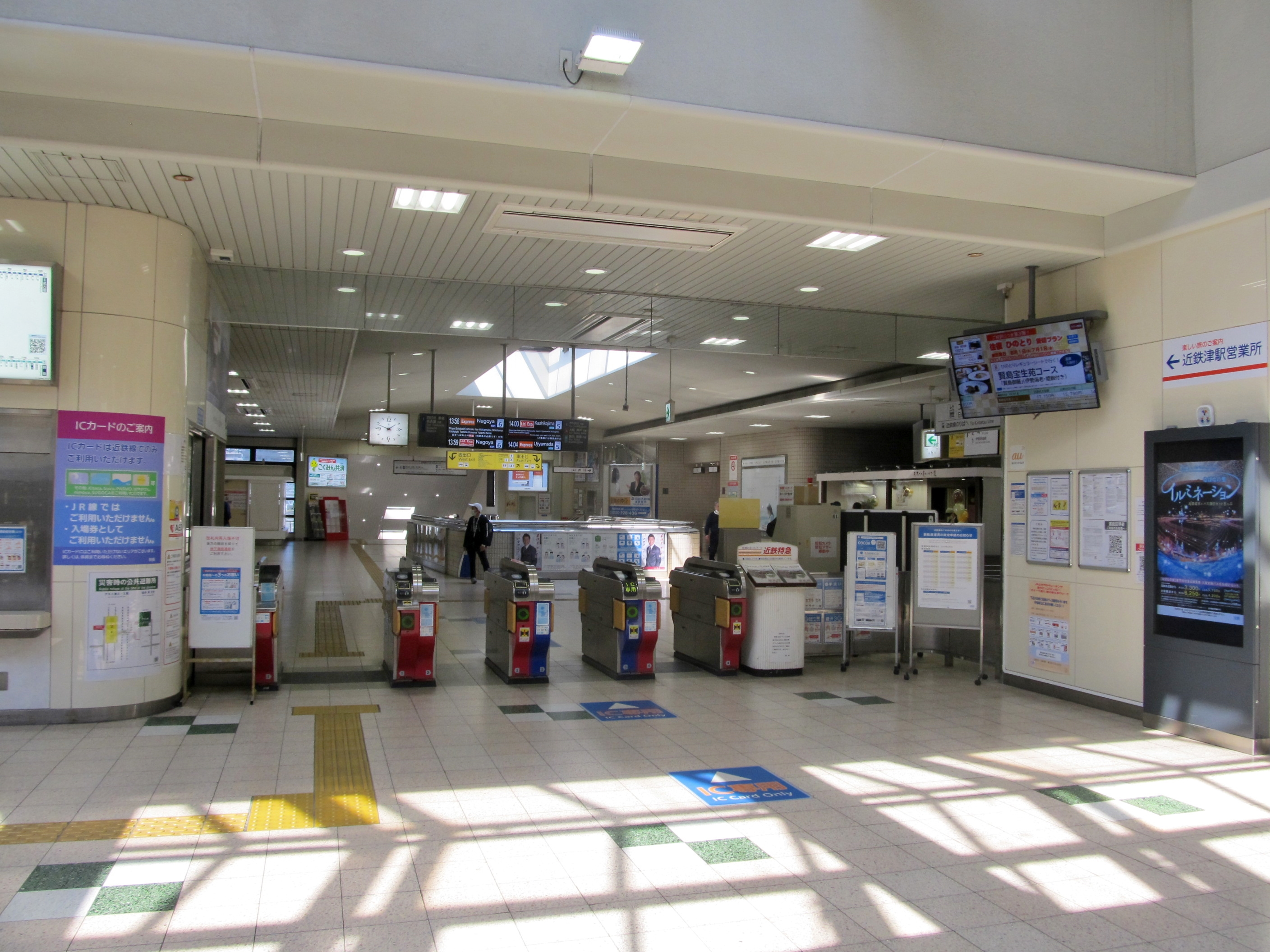
西改札（2022年5月）

### のりば
| JR・伊勢鉄道のりば | JR・伊勢鉄道のりば | JR・伊勢鉄道のりば | JR・伊勢鉄道のりば | JR・伊勢鉄道のりば |
| 番線               | 路線               | 方向               | 行先               | 備考               |
| ------------------ | ------------------ | ------------------ | ------------------ | ------------------ |
| 1                  | ■伊勢鉄道伊勢線    | 上り               | 四日市・名古屋方面 | 普通列車           |
| 2                  | ■JR紀勢線          | 下り               | 松阪・伊勢市方面   |                    |
| 3                  | ■紀勢線・■伊勢線   | 上り               | 亀山・名古屋方面   | 特急・快速等       |
| 4                  | ■JR紀勢線          | 上り               | 亀山方面           | 待避列車           |
| 4                  | ■JR紀勢線          | 下り               | 松阪・伊勢市方面   | 待避列車           |
| 近鉄のりば         |                    |                    |                    |                    |
| のりば             | 路線               | 方向               | 行先               | 備考               |
| 5                  | E 近鉄名古屋線     | 下り               | 大阪難波・賢島方面 |                    |
| 6                  | E 近鉄名古屋線     | 上り               | 近鉄名古屋方面     |                    |

付記事項
- 1番線を伊勢鉄道線、2 - 4番線をJR線、5・6番線を近鉄線が使用する。ただし伊勢鉄道線を利用して運転する名古屋行きの特急「南紀」・快速「みえ」は直通運転上の関係で3番線を使用する。
- 2番線は単式ホームで、1番線は2番線を切り欠いた部分にあるが、これは旧・日本国有鉄道（国鉄）時代に用いられていた貨車用の側線を改造して作られた。
- 3・4番線、5・6番線は島式となっている。なおJRは、2番線が下り本線、3番線が上り本線、4番線が上り1番線となっている。
- 2000年時点では、2・3番線間にホームに面しない中線があった[30]。

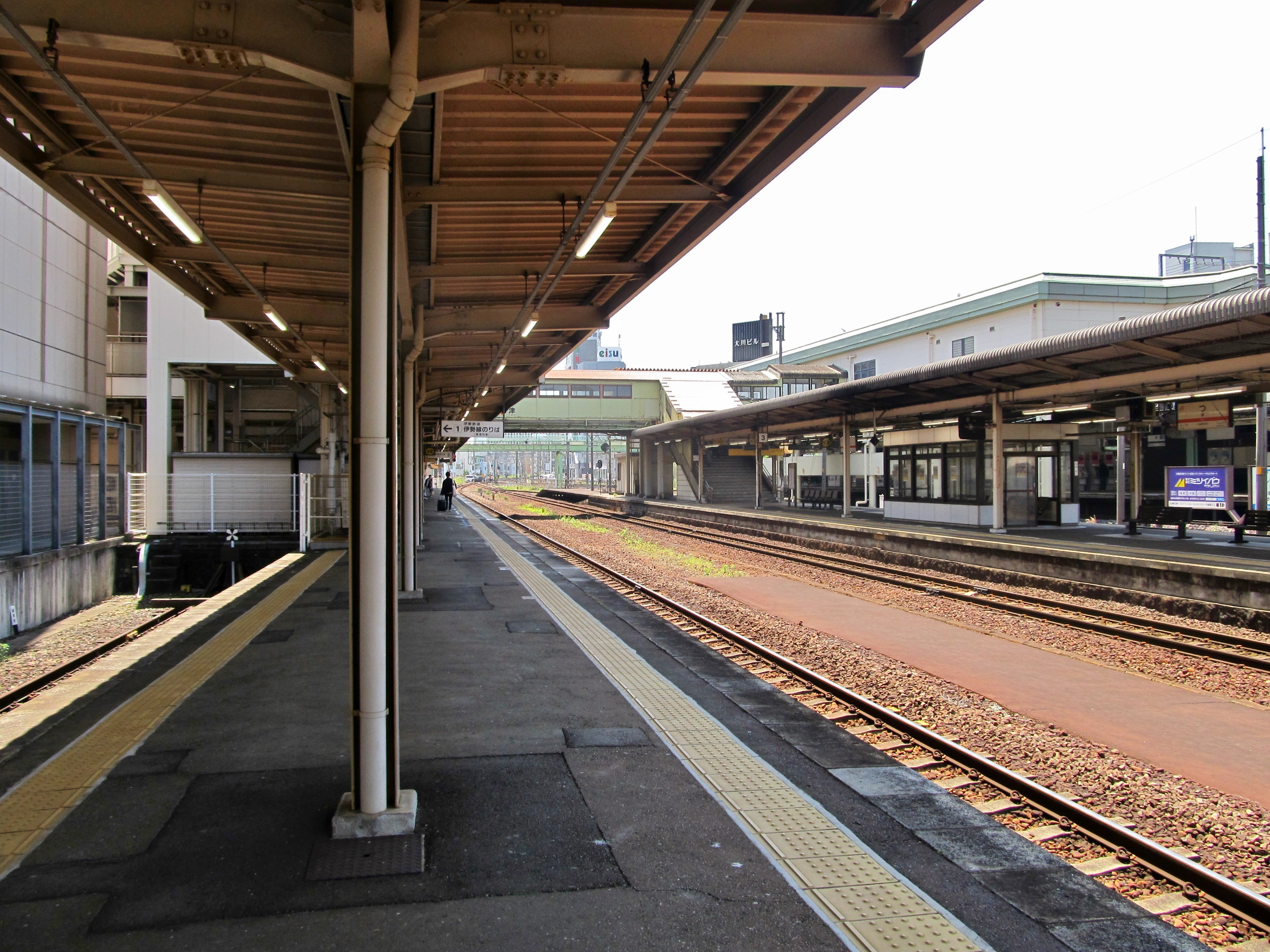
1 - 4番線ホーム 左から1番線（伊勢鉄道）、2 - 4番線（JR東海） （2022年5月）
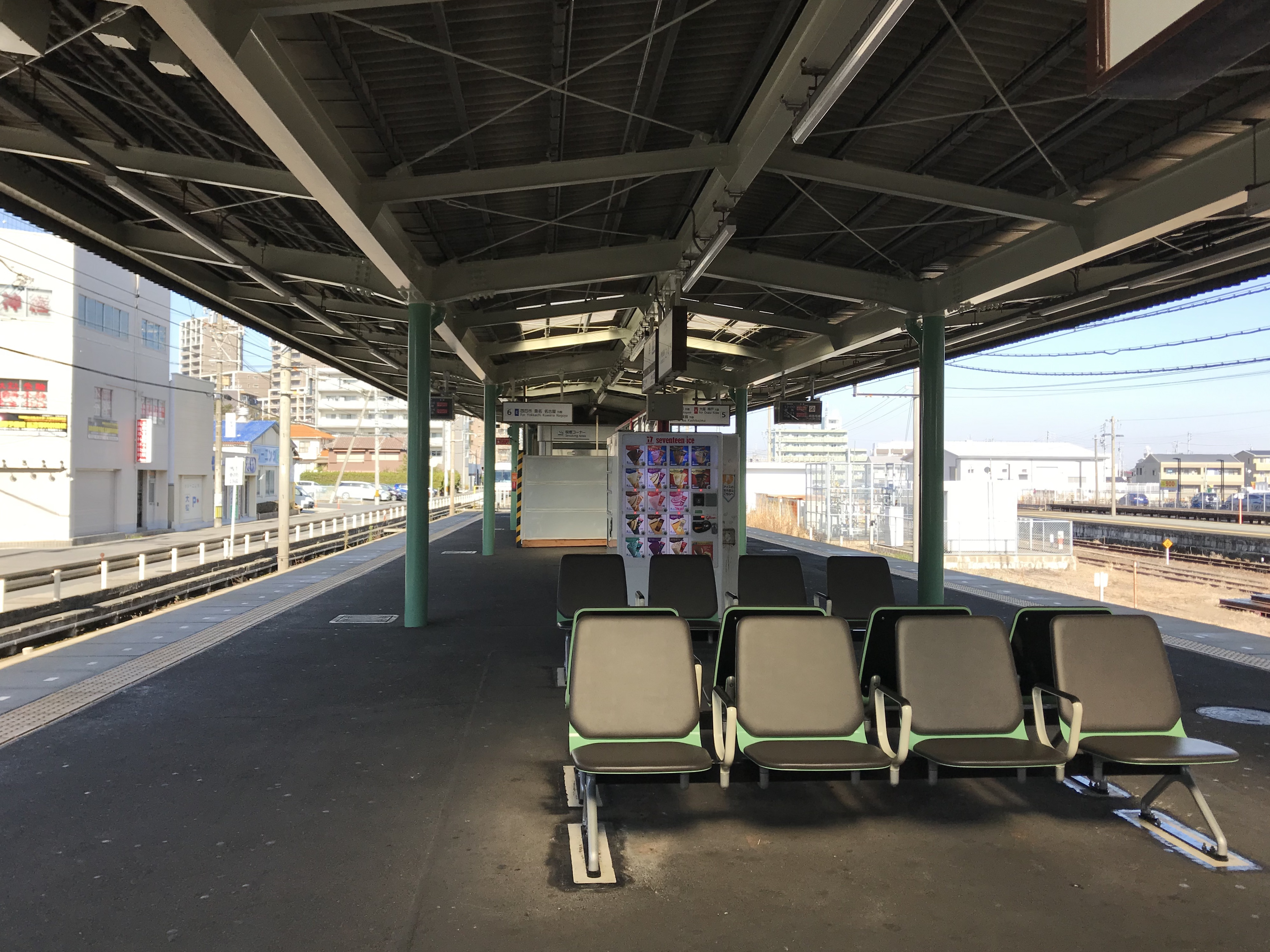
5・6番線ホーム（近鉄） （2019年1月）

## 駅構内

### chum（チャム）
津駅の駅ビルである複合商業施設。主要テナントは以下の通り。
- 吉野家
- ミスタードーナツ
- サイゼリヤ

その他の店舗については公式サイトを参照。

## 利用状況
「三重県統計書」によると、1日の平均乗車人員は以下の通りである。JR東海・伊勢鉄道の乗車人員には「南紀」・「みえ」など、JR東海と伊勢鉄道を直通する列車で通過する乗客の数も含む（会社が異なるため形式上、境界駅で乗降したとみなされる）。近鉄の乗車人員はJRからの乗り継ぎ人員を含む。JR東海管内の在来線TOICAエリア外では最も乗車人員が多い。三重県のJR駅では桑名駅に次いで多い。
| 年度   | JR東海 | 近畿日本 鉄道 | 伊勢鉄道 |
| ------ | ------ | ------------- | -------- |
| 1997年 | 3,592  | 16,656        | 1,682    |
| 1998年 | 3,547  | 15,981        | 1,602    |
| 1999年 | 3,568  | 15,541        | 1,602    |
| 2000年 | 3,497  | 15,385        | 1,553    |
| 2001年 | 3,427  | 15,321        | 1,554    |
| 2002年 | 3,339  | 15,190        | 1,548    |
| 2003年 | 3,288  | 15,090        | 1,488    |
| 2004年 | 3,129  | 15,096        | 1,396    |
| 2005年 | 3,174  | 15,144        | 1,509    |
| 2006年 | 3,403  | 15,191        | 1,756    |
| 2007年 | 3,483  | 15,095        | 1,860    |
| 2008年 | 3,496  | 14,986        | 1,912    |
| 2009年 | 3,350  | 14,748        | 1,724    |
| 2010年 | 3,354  | 14,845        | 1,705    |
| 2011年 | 3,389  | 14,714        | 1,725    |
| 2012年 | 3,537  | 15,000        | 1,840    |
| 2013年 | 3,765  | 15,171        | 2,020    |
| 2014年 | 3,435  | 14,995        | 1,877    |
| 2015年 | 3,369  | 15,500        | 1,822    |
| 2016年 | 3,411  | 15,655        | 1,815    |
| 2017年 | 3,411  | 15,861        | 1,819    |
| 2018年 | 3,581  | 15,913        | 1,788    |
| 2019年 | 3,609  | 15,689        | 1,691    |
| 2020年 | 2,612  | 11,866        | 774      |
| 2021年 | 2,786  | 12,447        | 892      |
| 2022年 | 3,309  | 13,539        | 1,319    |
| 2023年 | 3,622  | 14,142        | 1,611    |

津駅（近鉄）の利用状況の変遷を下表に示す。

### 近鉄乗降人員
近年における当駅の1日乗降人員の調査結果は以下の通り。
- 2024年11月12日：24,182人
- 2023年11月7日：24,211人
- 2022年11月8日：22,814人
- 2021年11月9日：22,388人
- 2018年11月13日：27,268人
- 2015年11月10日：26,254人
- 2012年11月13日：26,149人
- 2010年11月9日：26,305人
- 2008年11月18日：27,202人
- 2005年11月8日：26,238人

県内では、近鉄四日市駅に次いで第2位である。

### 利用状況
- 輸送実績（乗車人員）の単位は人/年度である。
- 表中、最高値を赤色で、最高値を記録した年度以降の最低値を青色で、最高値を記録した年度以前の最低値を緑色で表記している。

| 年度別利用状況（近鉄津駅） | 年度別利用状況（近鉄津駅）           | 年度別利用状況（近鉄津駅）           | 年度別利用状況（近鉄津駅）           | 年度別利用状況（近鉄津駅）           | 年度別利用状況（近鉄津駅） | 年度別利用状況（近鉄津駅） | 年度別利用状況（近鉄津駅） |
| 年 度                      | 当駅分輸送実績（乗車人員）：人／年度 | 当駅分輸送実績（乗車人員）：人／年度 | 当駅分輸送実績（乗車人員）：人／年度 | 当駅分輸送実績（乗車人員）：人／年度 | 乗降人員調査結果 人／日    | 乗降人員調査結果 人／日    | 特 記 事 項                |
| -------------------------- | ------------------------------------ | ------------------------------------ | ------------------------------------ | ------------------------------------ | -------------------------- | -------------------------- | -------------------------- |
| 年 度                      | 通勤定期                             | 通学定期                             | 定期外                               | 合 計                                | 調査日                     | 調査結果                   | 特 記 事 項                |
| 1950年（昭和25年）         | 1,037,070                            | ←←←←                                 | 591,363                              | 1,628,433                            |                            |                            |                            |
| 1951年（昭和26年）         | 1,213,890                            | ←←←←                                 | 609,297                              | 1,823,187                            |                            |                            |                            |
| 1952年（昭和27年）         | 1,108,038                            | ←←←←                                 | 640,232                              | 1,748,270                            |                            |                            |                            |
| 1953年（昭和28年）         | 1,204,020                            | ←←←←                                 | 618,303                              | 1,822,323                            |                            |                            |                            |
| 1954年（昭和29年）         | 1,260,300                            | ←←←←                                 | 653,599                              | 1,913,899                            |                            |                            |                            |
| 1955年（昭和30年）         | 1,300,110                            | ←←←←                                 | 664,997                              | 1,965,107                            |                            |                            |                            |
| 1956年（昭和31年）         | 1,403,220                            | ←←←←                                 | 677,380                              | 2,080,600                            |                            |                            |                            |
| 1957年（昭和32年）         | 1,519,260                            | ←←←←                                 | 773,958                              | 2,293,218                            |                            |                            |                            |
| 1958年（昭和33年）         | 1,619,040                            | ←←←←                                 | 792,004                              | 2,411,044                            |                            |                            |                            |
| 1959年（昭和34年）         | 1,721,670                            | ←←←←                                 | 753,240                              | 2,474,910                            |                            |                            |                            |
| 1960年（昭和35年）         | 2,087,130                            | ←←←←                                 | 883,832                              | 2,970,962                            |                            |                            |                            |
| 1961年（昭和36年）         | 2,628,480                            | ←←←←                                 | 998,103                              | 3,626,583                            |                            |                            |                            |
| 1962年（昭和37年）         | 2,844,810                            | ←←←←                                 | 1,094,154                            | 3,938,964                            |                            |                            |                            |
| 1963年（昭和38年）         | 3,165,570                            | ←←←←                                 | 1,132,941                            | 4,298,511                            |                            |                            |                            |
| 1964年（昭和39年）         | 3,324,390                            | ←←←←                                 | 1,213,453                            | 4,537,843                            |                            |                            |                            |
| 1965年（昭和40年）         | 3,527,550                            | ←←←←                                 | 1,261,344                            | 4,788,894                            |                            |                            |                            |
| 1966年（昭和41年）         | 3,564,450                            | ←←←←                                 | 1,308,584                            | 4,873,034                            |                            |                            |                            |
| 1967年（昭和42年）         | 3,720,900                            | ←←←←                                 | 1,396,680                            | 5,117,580                            |                            |                            |                            |
| 1968年（昭和43年）         | 3,779,340                            | ←←←←                                 | 1,662,347                            | 5,441,687                            |                            |                            |                            |
| 1969年（昭和44年）         | 3,822,270                            | ←←←←                                 | 1,751,710                            | 5,573,980                            |                            |                            |                            |
| 1970年（昭和45年）         | 3,956,910                            | ←←←←                                 | 1,950,279                            | 5,907,189                            |                            |                            |                            |
| 1971年（昭和46年）         | 3,992,520                            | ←←←←                                 | 2,038,016                            | 6,030,536                            |                            |                            |                            |
| 1972年（昭和47年）         | 4,041,540                            | ←←←←                                 | 2,113,097                            | 6,154,637                            |                            |                            |                            |
| 1973年（昭和48年）         | 4,052,910                            | ←←←←                                 | 2,378,723                            | 6,431,633                            |                            |                            |                            |
| 1974年（昭和49年）         | 4,367,100                            | ←←←←                                 | 2,442,452                            | 6,809,552                            |                            |                            |                            |
| 1975年（昭和50年）         | 4,401,720                            | ←←←←                                 | 2,462,530                            | 6,864,250                            |                            |                            |                            |
| 1976年（昭和51年）         | 4,261,980                            | ←←←←                                 | 2,338,206                            | 6,600,186                            |                            |                            |                            |
| 1977年（昭和52年）         | 4,307,400                            | ←←←←                                 | 2,415,424                            | 6,722,824                            |                            |                            |                            |
| 1978年（昭和53年）         | 4,311,300                            | ←←←←                                 | 2,491,063                            | 6,802,363                            |                            |                            |                            |
| 1979年（昭和54年）         | 4,429,680                            | ←←←←                                 | 2,495,233                            | 6,924,913                            |                            |                            |                            |
| 1980年（昭和55年）         | 4,582,110                            | ←←←←                                 | 2,532,517                            | 7,144,627                            |                            |                            |                            |
| 1981年（昭和56年）         | 4,597,830                            | ←←←←                                 | 2,460,285                            | 7,058,115                            |                            |                            |                            |
| 1982年（昭和57年）         | 4,475,970                            | ←←←←                                 | 2,497,421                            | 6,973,391                            | 11月16日                   | 30,764                     |                            |
| 1983年（昭和58年）         | 4,505,310                            | ←←←←                                 | 2,462,973                            | 6,968,283                            | 11月8日                    | 30,785                     |                            |
| 1984年（昭和59年）         | 4,375,890                            | ←←←←                                 | 2,412,344                            | 6,788,234                            | 11月6日                    | 29,569                     |                            |
| 1985年（昭和60年）         | 4,446,150                            | ←←←←                                 | 2,399,695                            | 6,845,845                            | 11月12日                   | 28,916                     |                            |
| 1986年（昭和61年）         | 4,481,400                            | ←←←←                                 | 2,413,152                            | 6,894,552                            | 11月11日                   | 30,664                     |                            |
| 1987年（昭和62年）         | 4,495,680                            | ←←←←                                 | 2,352,307                            | 6,847,987                            | 11月10日                   | 30,301                     |                            |
| 1988年（昭和63年）         | 4,504,950                            | ←←←←                                 | 2,375,687                            | 6,880,637                            | 11月8日                    | 30,280                     |                            |
| 1989年（平成元年）         | 4,496,490                            | ←←←←                                 | 2,381,631                            | 6,878,121                            | 11月14日                   | 30,217                     |                            |
| 1990年（平成2年）          | 4,557,990                            | ←←←←                                 | 2,434,831                            | 6,992,821                            | 11月6日                    | 30,891                     |                            |
| 1991年（平成3年）          | 4,590,000                            | ←←←←                                 | 2,426,601                            | 7,016,601                            |                            |                            |                            |
| 1992年（平成4年）          | 4,492,860                            | ←←←←                                 | 2,455,651                            | 6,948,511                            | 11月10日                   | 32,024                     |                            |
| 1993年（平成5年）          | 4,458,150                            | ←←←←                                 | 2,467,784                            | 6,925,934                            |                            |                            |                            |
| 1994年（平成6年）          | 4,450,920                            | ←←←←                                 | 2,455,287                            | 6,906,207                            |                            |                            |                            |
| 1995年（平成7年）          | 4,355,160                            | ←←←←                                 | 2,394,028                            | 6,749,188                            | 12月5日                    | 29,417                     |                            |
| 1996年（平成8年）          | 4,157,040                            | ←←←←                                 | 2,363,967                            | 6,521,007                            |                            |                            |                            |
| 1997年（平成9年）          | 3,818,910                            | ←←←←                                 | 2,260,606                            | 6,079,516                            |                            |                            |                            |
| 1998年（平成10年）         | 3,641,340                            | ←←←←                                 | 2,192,753                            | 5,833,093                            |                            |                            |                            |
| 1999年（平成11年）         | 3,528,930                            | ←←←←                                 | 2,158,997                            | 5,687,927                            |                            |                            |                            |
| 2000年（平成12年）         | 3,471,690                            | ←←←←                                 | 2,143,827                            | 5,615,517                            |                            |                            |                            |
| 2001年（平成13年）         | 3,426,180                            | ←←←←                                 | 2,165,919                            | 5,592,099                            |                            |                            |                            |
| 2002年（平成14年）         | 3,414,720                            | ←←←←                                 | 2,129,496                            | 5,544,216                            |                            |                            |                            |
| 2003年（平成15年）         | 3,413,730                            | ←←←←                                 | 2,109,180                            | 5,522,910                            |                            |                            |                            |
| 2004年（平成16年）         | 3,458,190                            | ←←←←                                 | 2,052,109                            | 5,510,299                            |                            |                            |                            |
| 2005年（平成17年）         | 3,478,260                            | ←←←←                                 | 2,049,016                            | 5,527,276                            | 11月8日                    | 26,238                     |                            |
| 2006年（平成18年）         | 3,525,390                            | ←←←←                                 | 2,019,458                            | 5,544,848                            |                            |                            |                            |
| 2007年（平成19年）         | 3,515,490                            | ←←←←                                 | 2,009,255                            | 5,524,745                            |                            |                            |                            |
| 2008年（平成20年）         | 3,495,840                            | ←←←←                                 | 1,973,891                            | 5,469,731                            | 11月18日                   | 27,202                     |                            |
| 2009年（平成21年）         | 3,492,390                            | ←←←←                                 | 1,890,594                            | 5,382,984                            |                            |                            |                            |
| 2010年（平成22年）         | 3,528,990                            | ←←←←                                 | 1,890,119                            | 5,418,509                            | 11月9日                    | 26,305                     |                            |
| 2011年（平成23年）         | 3,492,030                            | ←←←←                                 | 1,893,071                            | 5,385,101                            |                            |                            |                            |
| 2012年（平成24年）         | 3,529,500                            | ←←←←                                 | 1,945,534                            | 5,475,034                            | 11月13日                   | 26,149                     |                            |
| 2013年（平成25年）         | 3,573,990                            | ←←←←                                 | 2,000,053                            | 5,574,043                            |                            |                            |                            |
| 2014年（平成26年）         | 3,501,450                            | ←←←←                                 | 1,972,046                            | 5,473,496                            |                            |                            |                            |
| 2015年（平成27年）         |                                      | ←←←←                                 |                                      |                                      |                            |                            |                            |

## 駅周辺
当駅は、津市の繁華街である橋内地区（丸之内や大門）から北西に離れた橋北地区に位置し、津駅から津城までは2 km離れている。西口が「駅裏」に当たる。西部の丘陵地に三重県立美術館、三重県総合博物館や三重県総合文化センターなどを抱え、西口背後に藤堂高虎の庭園であった偕楽公園を控える。アスト津駐車場付近には、1961年に廃止された近鉄伊勢線の部田駅が存在した。
西口（美術館方面）
- 三重県庁
- 偕楽公園 - 国鉄D51形蒸気機関車499号機が静態保存
- 三重県護国神社
- 三重県立美術館
- 百五銀行 津駅西口支店
- 東横イン 津駅西口
- 徳風高等学校 津サポート教室
- 三重県道109号津停車場西線
- フレッシュマーケットマルヤス 山手通り店
- 三重大学教育学部附属中学校

東口（中心街方面）
- アスト津
  - 東海旅客鉄道 三重支店
- JA三重ビル
- 三重県教育文化会館
- 津税務署
- 津警察署津駅前交番
- 津市立橋北中学校
- 津市立南立誠小学校
- 四天王寺
- 津駅前郵便局
- 百五銀行 津駅前支店
- 三十三銀行 津駅前支店
- 津信用金庫 津駅前支店
- ドーミーイン津
- 三交イン 津駅前
- 三重県道19号津停車場線

## バス路線
ロータリーは西口・東口ともに備えるが、高速バスも含めほとんどのバスが東口発着である。高速バス除き全ての路線が三重交通により運行されている。
- 津駅前（東口）のりば
  - 1番乗り場 - 警察学校、日硝ハイウエーアリーナ（旧サオリーナ）、平木、泉ヶ丘団地、片田団地、穴倉、緑が丘団地、市場、立合、津新町駅、三重会館
  - 2番乗り場 - 米津、イオンモール津南、香良洲公園、天白、空港アクセス港（津なぎさまち）
  - 3番乗り場 - 榊原車庫前、桜橋(イオン津)、京都駅八条口、東京高速バス（池袋・大宮）
  - 4番乗り場 - 千里駅、白塚駅、椋本、豊が丘（豊里ネオポリス）、サイエンスシティ、高田高校、三重病院、一身田、三行、大学病院
- 津駅西口のりば
  - 1番乗り場 - 総合文化センター、看護大学、夢が丘団地、西団地循環、津西高校、津西ハイタウン
  - 2番乗り場 - 津新町駅

## その他
- 当駅でテレビ朝日の刑事ドラマ『鉄道捜査官 伊勢鉄道引き返せない単線列車からの脱出トリック』（2011年）のロケが行われた。

## 隣の駅
東海旅客鉄道（JR東海）
■紀勢本線
- 特急「南紀」停車駅

■快速「みえ」
（伊勢鉄道線 - ） 津駅 - 松阪駅
■普通
一身田駅  - 津駅 - 阿漕駅
近畿日本鉄道
E 名古屋線
- □特急停車駅（観光特急「しまかぜ」のみ通過）

■急行・■普通
江戸橋駅 (E38) - 津駅 (E39) - 津新町駅 (E40)
伊勢鉄道
■伊勢線
- 特急「南紀」停車駅

■快速「みえ」
鈴鹿駅 (4) - （一部中瀬古駅 (8)） - 津駅 (12) （ - 松阪駅）
■普通
東一身田駅 (11) - 津駅 (12)